# Wszyscy ludzie prezydenta (film)
Wszyscy ludzie prezydenta (ang. All the President’s Men) – amerykański dramat z 1976 r. oparty na faktach, na podstawie książki Carla Bernsteina i Boba Woodwarda pod tym samym tytułem. Film przedstawia okoliczności ujawnienia afery Watergate, do którego doprowadzili obaj dziennikarze.

## Główne role
- Robert Redford – Bob Woodward
- Dustin Hoffman – Carl Bernstein
- Jason Robards – Ben Bradlee
- Jack Warden – Harry M. Rosenfeld
- Martin Balsam – Howard Simons
- Hal Holbrook – Głębokie Gardło
- Jane Alexander – Judy Hoback
- Lindsay Crouse – Kay Eddy

## Nagrody
1976:
- Nagroda Krytyków Amerykańskich:
  - Najlepszy film anglojęzyczny
  - Najlepszy reżyser – Alan J. Pakula
  - Najlepszy aktor drugoplanowy – Jason Robards

1977:
- Nagroda Amerykańskiej Gildii Scenarzystów za najlepszą adaptację – William Goldman
- Nagroda Krytyków Filmowy z Nowego Jorku:
  - Najlepszy film
  - Najlepszy reżyser – Alan J. Pakula
  - Najlepszy aktor drugoplanowy – Jason Robards
- Nagroda Narodowego Stowarzyszenia Krytyków Filmowych:
  - Najlepszy film
  - Najlepszy aktor drugoplanowy – Jason Robards
- Nagroda Krytyków Filmowych z Kansas City dla najlepszego aktora drugoplanowego – Jason Robards
- Złote Globy:
  - nominacja za najlepszy film dramatyczny
  - nominacja za reżyserię – Alan J. Pakula
  - nominacja za scenariusz – William Goldman
  - nominacja za drugoplanową rolę męską – Jason Robards
- nominacja do Nagrody Amerykańskiej Gildii Reżyserów – Alan J. Pakula
- BAFTA (Nagroda Brytyjskiej Akademii Sztuki Filmowej i Telewizyjnej:
  - nominacja za najlepszy film
  - nominacja za reżyserię – Alan J. Pakula
  - nominacja za scenariusz – William Goldman
  - nominacja za zdjęcia – Gordon Willis
  - nominacja za scenografię – George Jenkins(inne języki)
  - nominacja za dźwięk – Milton C. Burrow(inne języki), James E. Webb(inne języki), Les Fresholtz(inne języki), Arthur Piantadosi(inne języki), Rick Alexander(inne języki)
  - nominacja za montaż – Robert L. Wolfe(inne języki)
  - nominacja za głóną rolę męską – Dustin Hoffman
  - nominacja za drugoplanową rolę męską – Jason Robards
  - nominacja za drugoplanową rolę męską – Martin Balsam
- Nagroda Amerykańskiej Gildii Montażystów – Robert L. Wolfe(inne języki)
- Oscary za rok 1976:
  - Najlepszy scenariusz adaptowany – William Goldman
  - Najlepsza scenografia i dekoracja wnętrz – George Jenkins(inne języki), George Gaines(inne języki)
  - Najlepszy dźwięk – Arthur Piantadosi(inne języki), Les Fresholtz(inne języki), Rick Alexander(inne języki), James E. Webb(inne języki)
  - Najlepszy aktor drugoplanowy – Jason Robards
  - nominacja za najlepszy film – Walter Coblenz(inne języki)
  - nominacja za reżyserię – Alan J. Pakula
  - nominacja za montaż – Robert L. Wolfe(inne języki)
  - nominacja za drugoplanową rolę kobiecą – Jane Alexander